# Europe du Sud

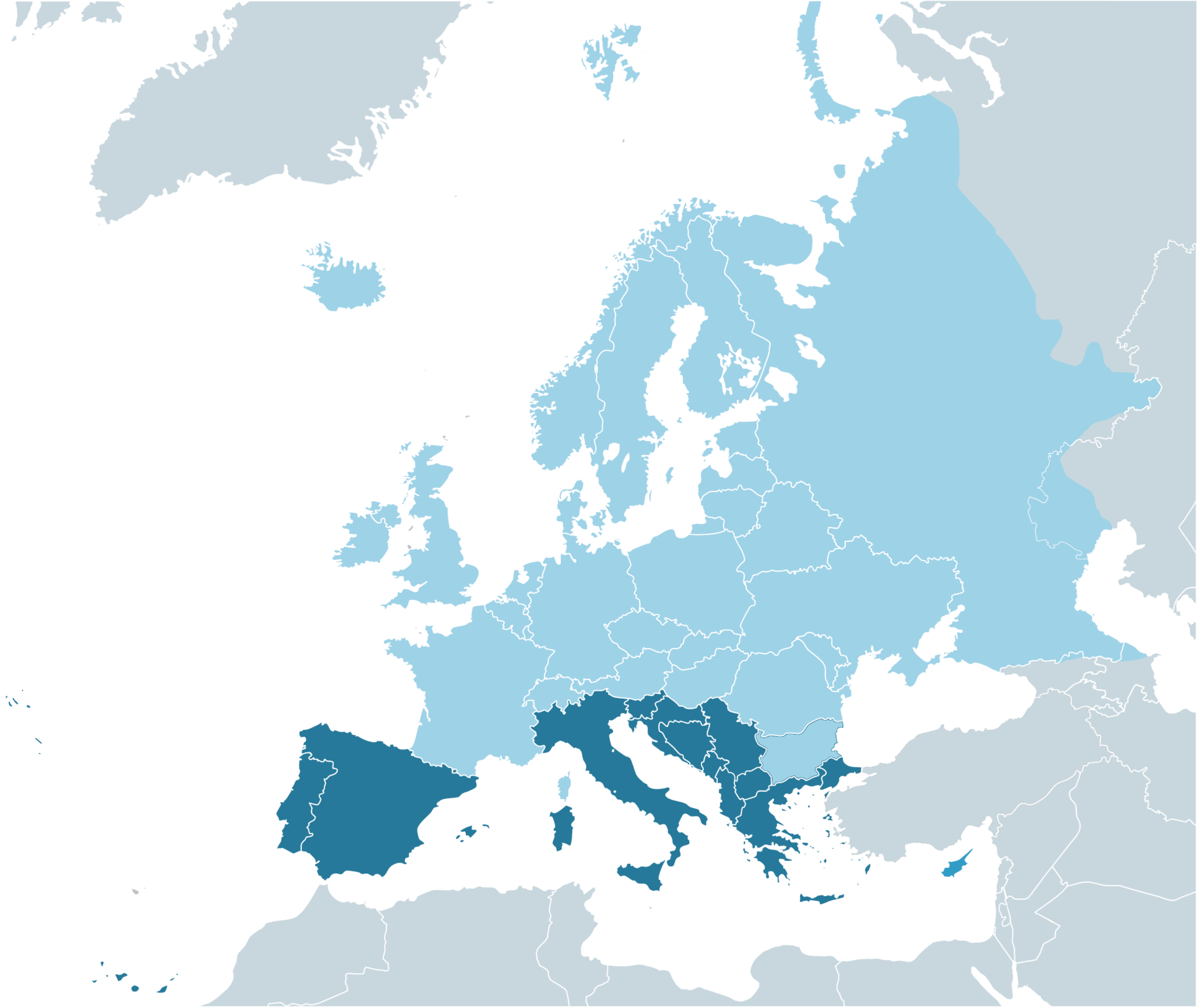
Les pays d'Europe du Sud définis par les péninsules Ibérique, italique et balkanique, et protégées par les Pyrénées, les Alpes et les Balkans.

L'Europe du Sud (ou Europe méridionale) est une région géographique recouvrant la partie méridionale du continent européen. Elle correspond globalement aux États situés dans les trois péninsules méditerranéennes : la péninsule Ibérique, la péninsule italienne et la péninsule balkanique.
C'est une région géographique dont la définition peut être variable, selon que le point de vue est climatique (climat méditerranéen), géographique (moitié sud du continent), ou linguistico-culturel. On y ajoute souvent les deux États insulaires méditerranéens, Malte et Chypre, ainsi que la partie européenne de la Turquie, la Thrace orientale.
Historiquement, c'est une zone ayant connu de nombreuses occupations étrangères. Les Maures au Portugal, en Espagne, en Sicile et à Malte (Al-Andalus), l'empire Ottoman en Grèce et Crète. De nombreuses traces architecturales de ses époques subsistent dans ces régions du Sud de l'Europe.

## Définition géopolitique selon l'ONU

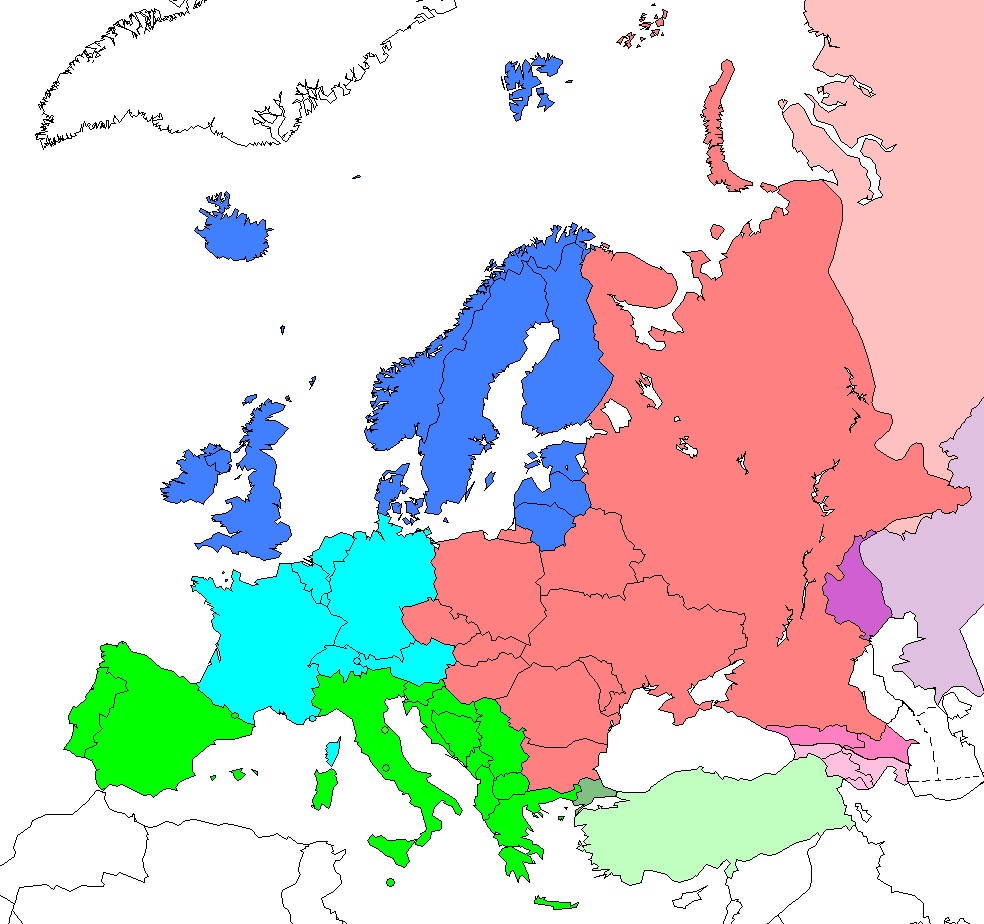
Les régions de l'Europe selon l'ONU :
Europe du Nord
Europe de l'Ouest
Europe de l'Est
Europe du Sud

Dans ses travaux et publications, l'Organisation des Nations unies inclut seize pays dans sa définition.
- Péninsule Ibérique

 Espagne ;
 Portugal ;
 Andorre ;
- Péninsule italienne

 Italie ;
 Saint-Marin ;
 Vatican ;
 Malte ;
- Péninsule balkanique

 Albanie ;
 Bosnie-Herzégovine ;
 Croatie ;
 Grèce ;
 Macédoine du Nord ;
 Monténégro ;
 Serbie ;
 Slovénie ;
 Turquie ;

## Définition linguistique

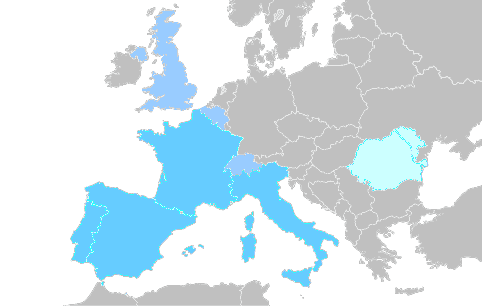
Langues d'origines romanes. Pays où une langue romane est la langue officielle. Le Royaume-Uni ne possède pas de langue officielle qui soit d'origine latine ; pourtant l'existence passée de l'anglo-normand (jusqu'au XIVe siècle) et l'influence du français (normand essentiellement) sur la langue anglaise est telle que le Royaume-Uni figure sur cette carte. Cependant les langues romanes ne définissent pas le concept d'Europe du Sud.

Les pays européens de langues romanes, dits parfois « pays latins », sont parfois associés au concept d’Europe du Sud (cf. Europe latine). La langue vernaculaire des Îles anglo-normandes est le normand, langue romane, sous différentes formes dialectales jersiais, guernesiais, etc.
Cependant, les Balkans appartiennent également à l'Europe du Sud et sont divisés en grandes aires linguistiques non romanes : slavophones (Slovénie, Croatie, Serbie, Monténégro, Macédoine du Nord, Bosnie) qui ne sont pas toujours mutuellement intelligibles, mais aussi hellénophones (Grèce, onze millions d'habitants) et albanophones (cinq millions), ces deux dernières langues pourtant indo-européennes, n'appartiennent à aucun des quatre grands groupes de langues indo-européennes que sont les langues romanes, les langues germaniques, les langues slaves et les langues celtiques.
Notons aussi la présence dans le sud de l'Europe d'une langue sémitique, le maltais, langue nationale de l'île de Malte, ainsi que d'une autre langue non indo-européenne : le basque.

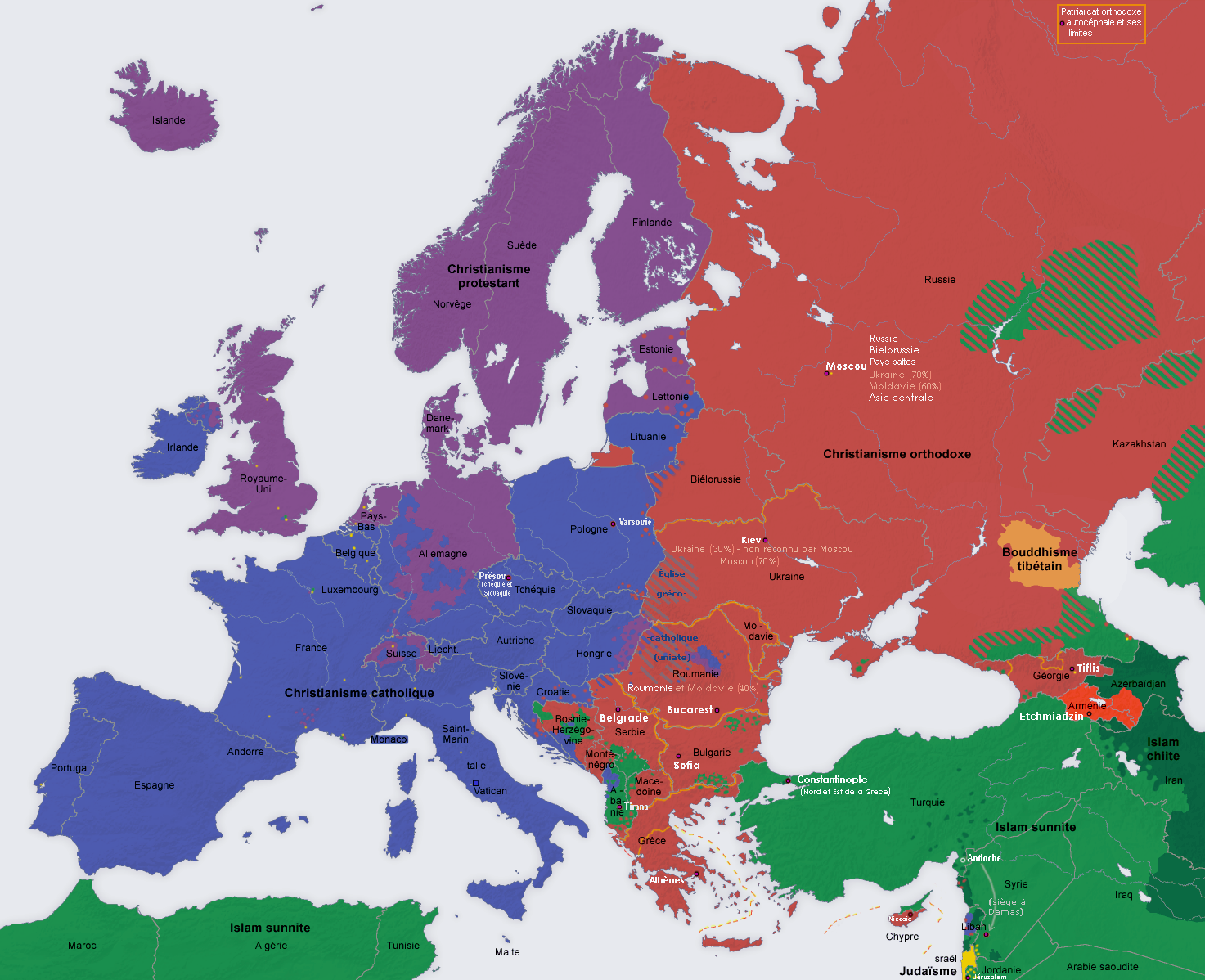
Principales religions en Europe :
Catholicisme
Orthodoxie
Protestantisme
Église des trois conciles
Sunnisme
Chiisme
Bouddhisme tibétain

### Démographie et société
L’Europe du Sud se distingue par des traits communs en matière de société, notamment :
1. Des familles plus stables (familles recomposées ou monoparentales moins nombreuses, divorces moins importants, naissances hors-mariage moins nombreuses[2], etc.) ;
2. Une dépendance des enfants plus forte vis-à-vis des familles ;
3. Un taux de criminalité moins élevé[3] (notamment en raison de la stabilité des familles au regard de la délinquance juvénile[4]).

### Autres caractéristiques

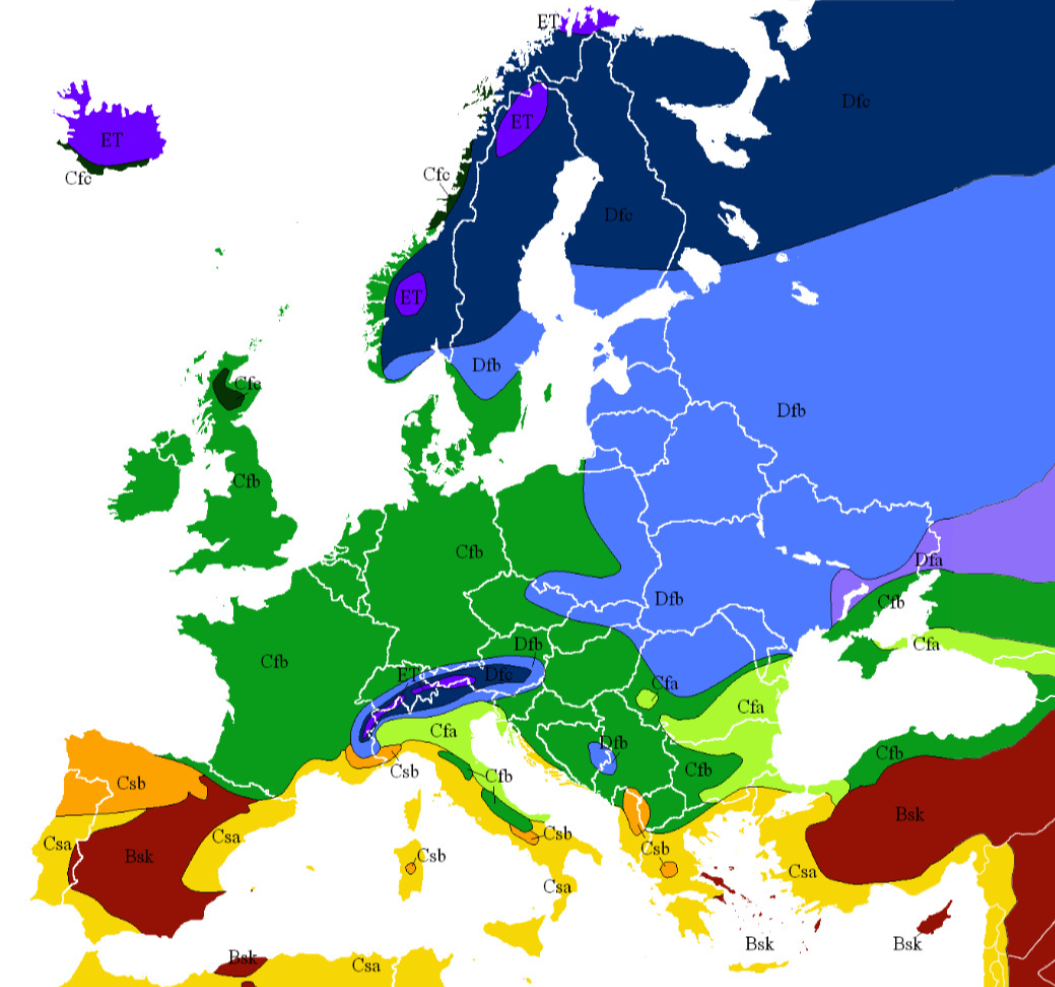
L'Europe du Sud se caractérise par un climat essentiellement méditerranéen, le nord de l'Italie a un climat subtropical humide, climat que l'on retrouve également dans le sud de l'Europe de l'Est (Roumanie, Bulgarie).
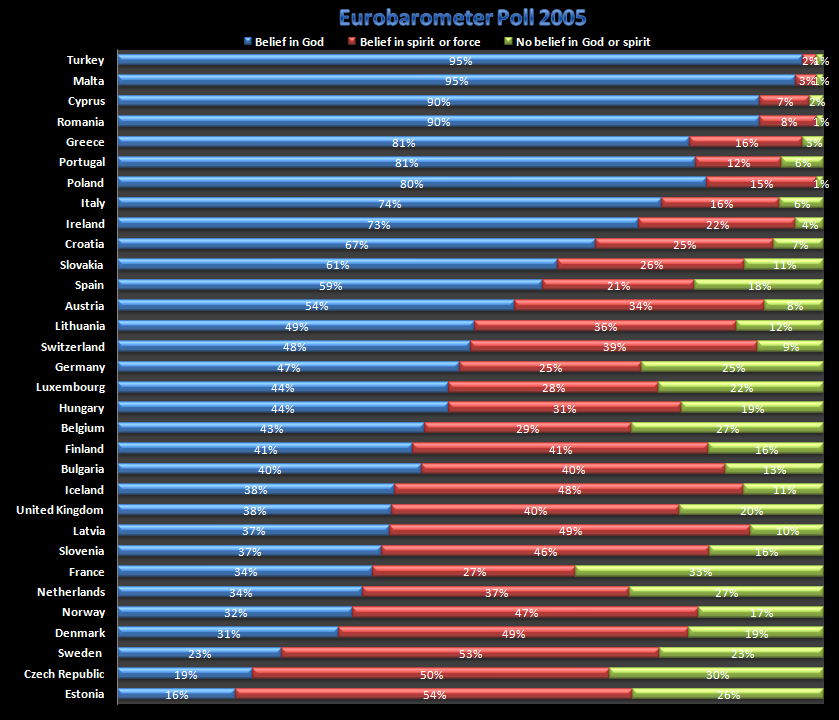
La déchristianisation des sociétés : l'Europe du Sud se distingue par une ferveur plus importante que dans les autres régions européennes.
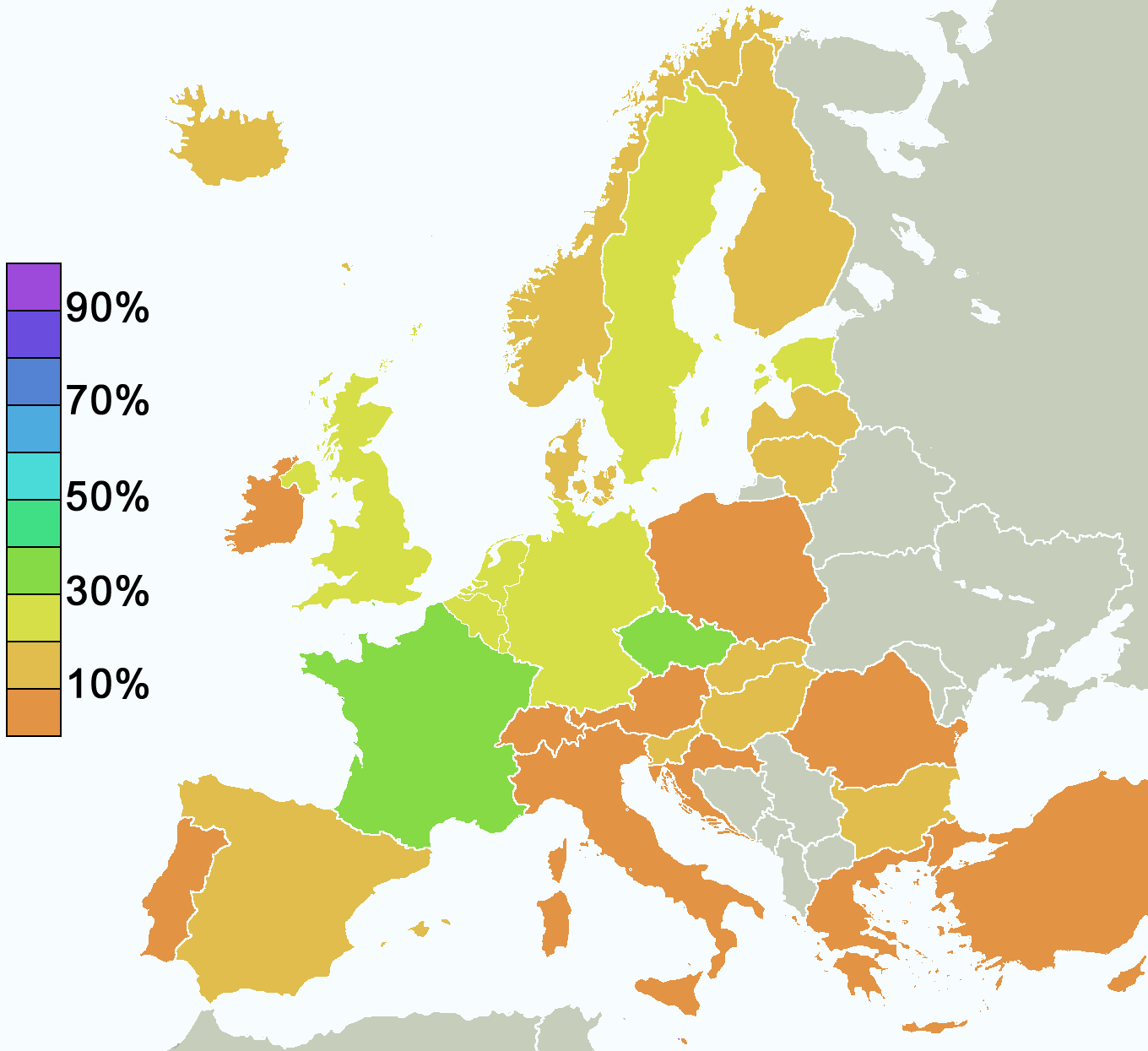
Pourcentage de non croyants par pays.
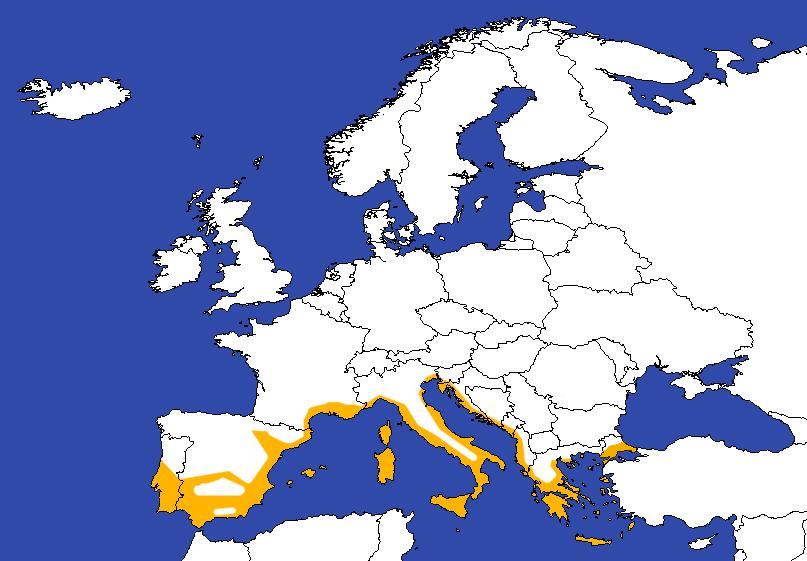
L'huile d'olive, produite dans les régions du pourtour de la Méditerranée, est un des symboles des traditions culinaires méditerranéennes.

## Politique

### Sommet européen de l'Europe du Sud
Un sommet des chefs d'État ou de gouvernement des sept pays du sud de l'Union européenne a été initié en 2016 par le Premier ministre grec Aléxis Tsípras. Deux autres réunions ont suivi, à Lisbonne en janvier 2017, Madrid en avril 2017 et Rome en janvier 2018.

## Climat
Les pays situés dans la partie sud du continent ont un point commun : le climat méditerranéen avec une saison estivale chaude et sèche et une saison hivernale humide et douce ainsi qu'un ensoleillement élevés.
De par la similitude du climat dans ces pays au sud du continent, on y retrouve une faune et une flore commune, comme l'olivier, le palmier dattier, le palmier chanvre, le laurier, l'amandier, le citronnier, l'oranger.
Le changement climatique a rendu les risques de canicules et d'incendies dans le sud de l’Europe au moins trois fois plus élevés en 2017 qu’en 1950.

## Cas paradoxal de la France

### Géographie
La France constitue un cas particulier, étant à cheval sur l'Europe de l'Ouest pour ses régions de la moitié nord, où se trouve la capitale, Paris, et l'Europe du Sud, dans laquelle se situe une importante partie de son territoire, d'un point de vue purement géographique. En effet, l'Europe du Sud comprend l'Italie (tout le territoire italien, va jusqu'au 47e parallèle nord), la Serbie, la Slovénie et la Croatie, allant jusqu'au 46e parallèle nord dans leur totalité. Or, cinq régions françaises, la Nouvelle-Aquitaine, la Corse, la région PACA, l'Occitanie et l'Auvergne-Rhône-Alpes, se situent plus ou moins largement sous ces latitudes. Il en est de même pour la principauté de Monaco. Trois autres régions : les Pays de la Loire, le Centre-Val de Loire et la Bourgogne-Franche-Comté sont en partie à cheval sur ce parallèle. Les régions françaises bordées par la mer Méditerranée sont situées aux mêmes latitudes que le nord-ouest de l'Espagne, le centre de l'Italie, et le centre de la Péninsule balkanique.

### Histoire

Empire romain à l'époque de la Tétrarchie (division stratégique de l'empire romain en fonction des peuples et des zones géographiques). En jaune le sud-ouest de l'Europe avec l'Afrique du nord, et en violet le sud-est.

La Gaule a été entièrement romanisée, mais de manière inégale, car contrariée au nord par la distance physique par rapport aux centres du pouvoir romain et son affaiblissement progressif. C’est pourquoi, elle présente de très nombreux monuments romains dans le sud, alors que peu d'entre-eux ont subsisté au nord. L'Allemagne par exemple possède au centre et au sud davantage de monuments de l'époque romaine que la France du nord.
La Bretagne, la Normandie, le Nord (Artois, Flandre, Picardie) et l'Alsace-Lorraine, plus marqués par des mouvements de populations et par des influences culturelles venues du nord, ont des cultures traditionnelles plus proches des autres pays d'Europe de l'Ouest, respectivement celtiques et germaniques. Certains conservent même des langues appartenant à ses familles : d'une part le celtique parlé dans la partie occidentale de la Bretagne, d'autre part le germanique parlé en Flandre (néerlandais), en Alsace (alémanique, francique), ainsi qu'en Lorraine (franciques mosellan et lorrain).

### Langues
Le français est une langue romane, ainsi que la troisième de cette famille la plus parlée au monde. La France est notamment membre de diverses organisations dont l'Union latine, ce qui crée un lien avec l’Europe du Sud, bien que le français soit plus éloigné du latin que les autres langues romanes. En revanche l'occitan, langue vernaculaire du sud de la France (avec le basque, le corse et le franco-provençal), est notamment proche du catalan et possède des traits phonétiques et lexicaux qui l’éloigne davantage de la langue d’oïl que des autres langues romanes.

### Migrations
Au XIXe et XXe siècles, de nombreux Italiens, Espagnols et Portugais fuyant leurs pays pour des raisons politiques ou économiques, se sont installés en France et dans ses anciens territoires coloniaux, orientant de façon sensible la France vers l'Europe du Sud.

### Climat
| - Af - Am - Aw et As |  | - BWh - BWk - BSh - BSk |  | - Csa - Csb - Csc - Dsa - Dsb - Dsc - Dsd |  | - Cwa - Cwb - Cwc - Dwa - Dwb - Dwc - Dwd |  | - Cfa - Cfb - Cfc - Dfa - Dfb - Dfc - Dfd |  | - ET - EF |

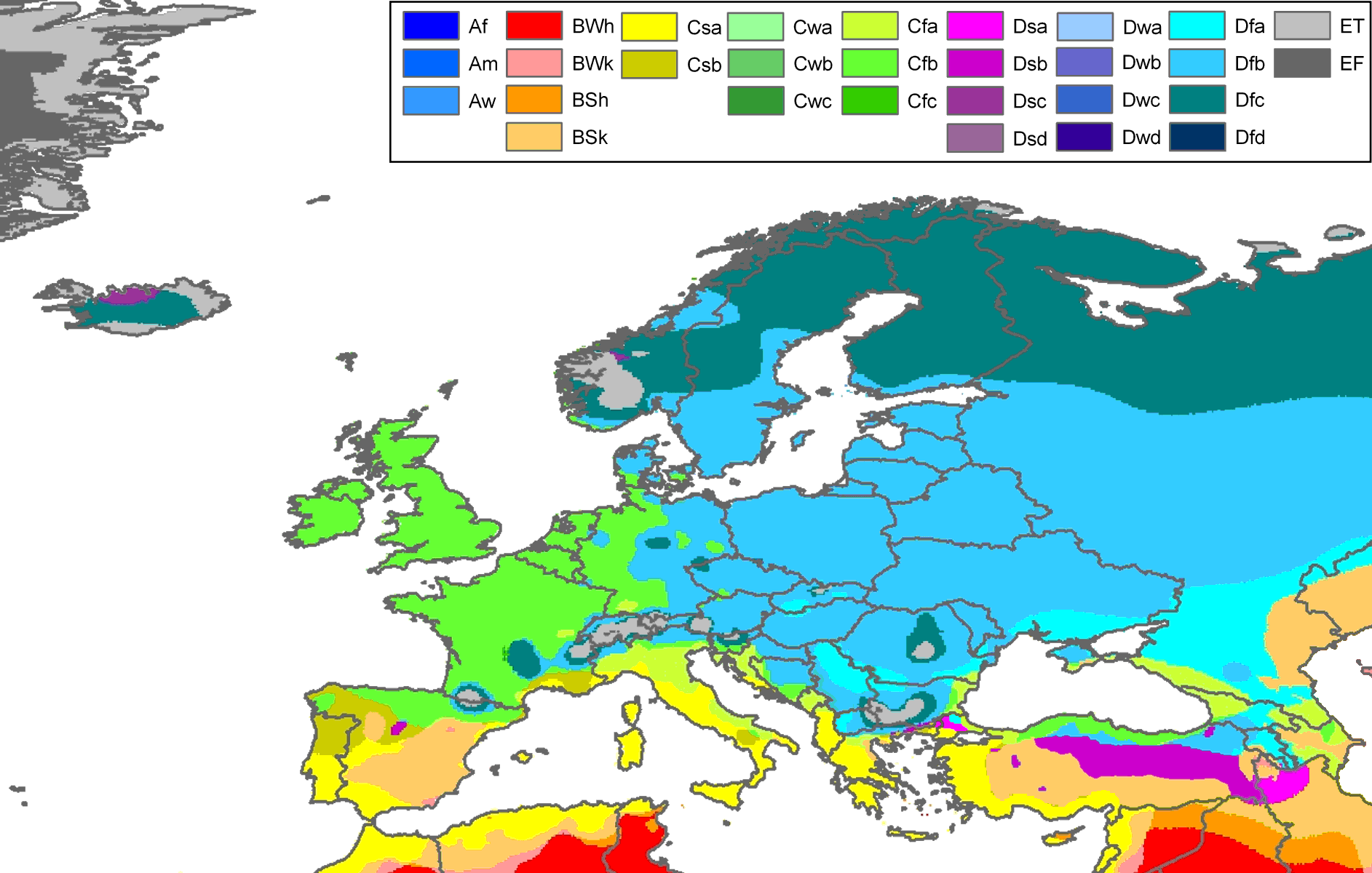
La carte des climats de Köppen-Geiger est présentée par l'unité de recherche climatique de l'université d'East Anglia et le Global Precipitation Climatology Centre du de et est valable pour la période 1951 à 2000.

Une partie sud est de la France connaît un climat méditerranéen typique ou dégradé, avec des influences montagnardes. Cependant, neuf dixièmes du pays connaissent un climat tempéré ou montagnard, alors que l'Europe du Sud est soumise à un climat majoritairement méditerranéen.

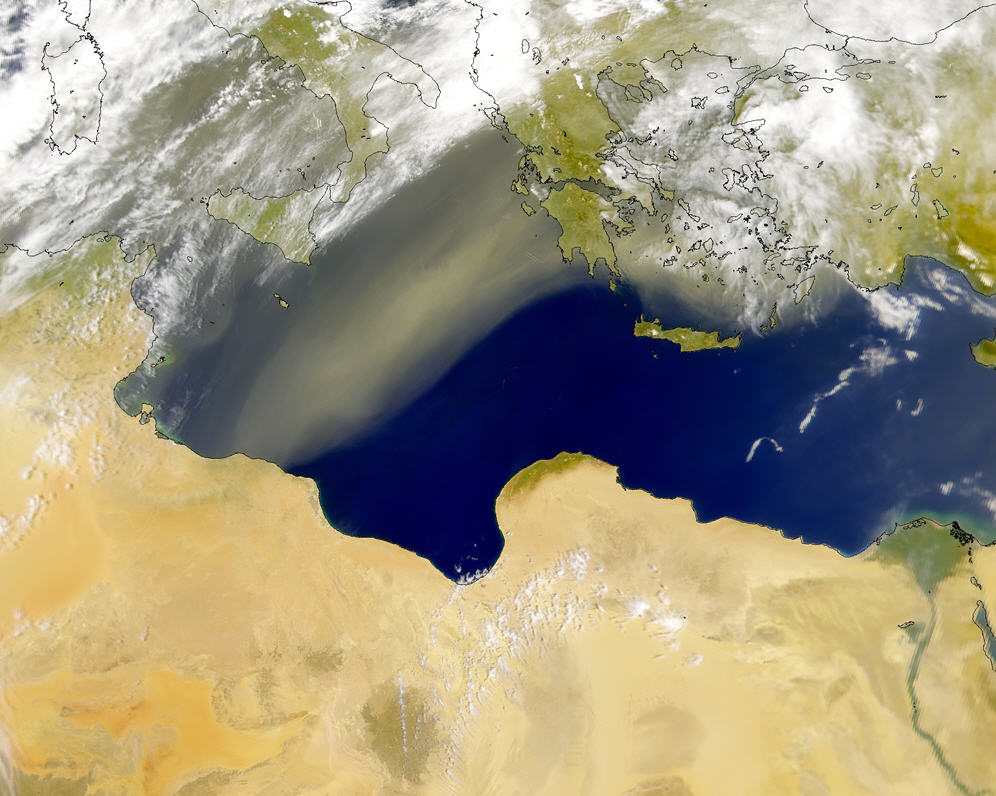
Carte satellite montrant le Sirocco soufflant sur l'Italie, l'Albanie et la Grèce. La chaleur et le sable du Sahara sont transportés vers le sud de l'Europe.
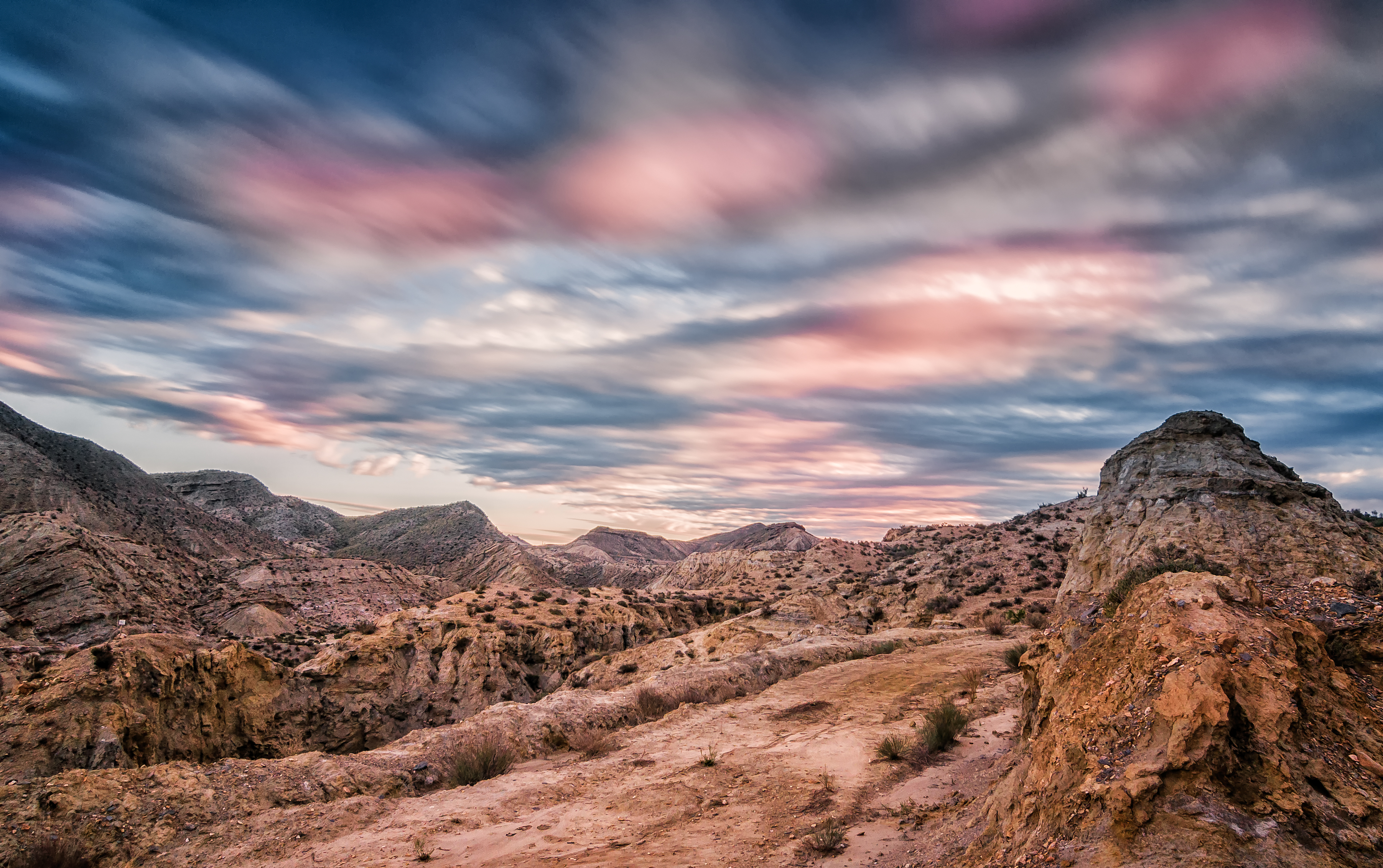
Désert de Tabernas en Espagne.
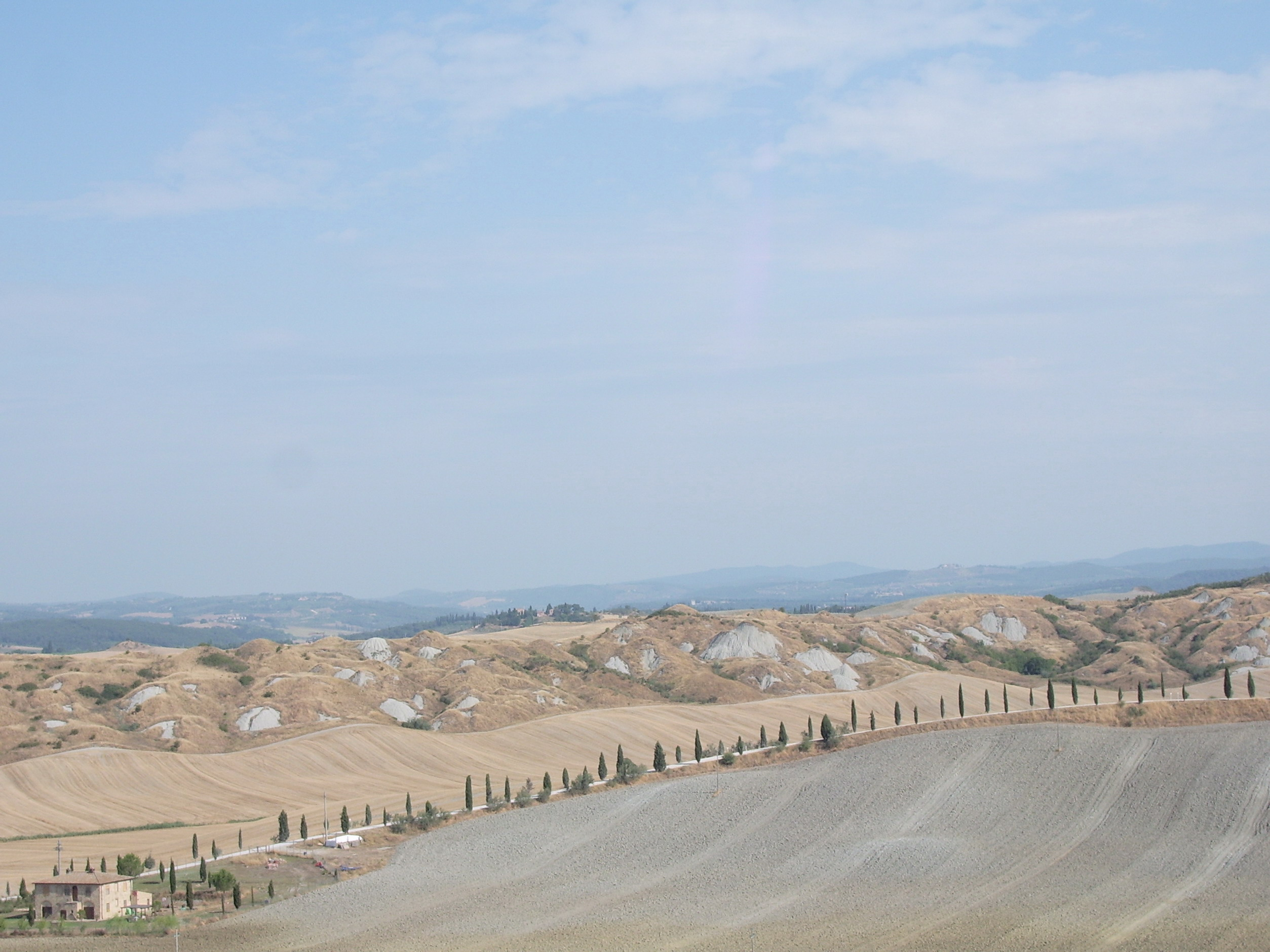
Désert d'Accona en Italie.
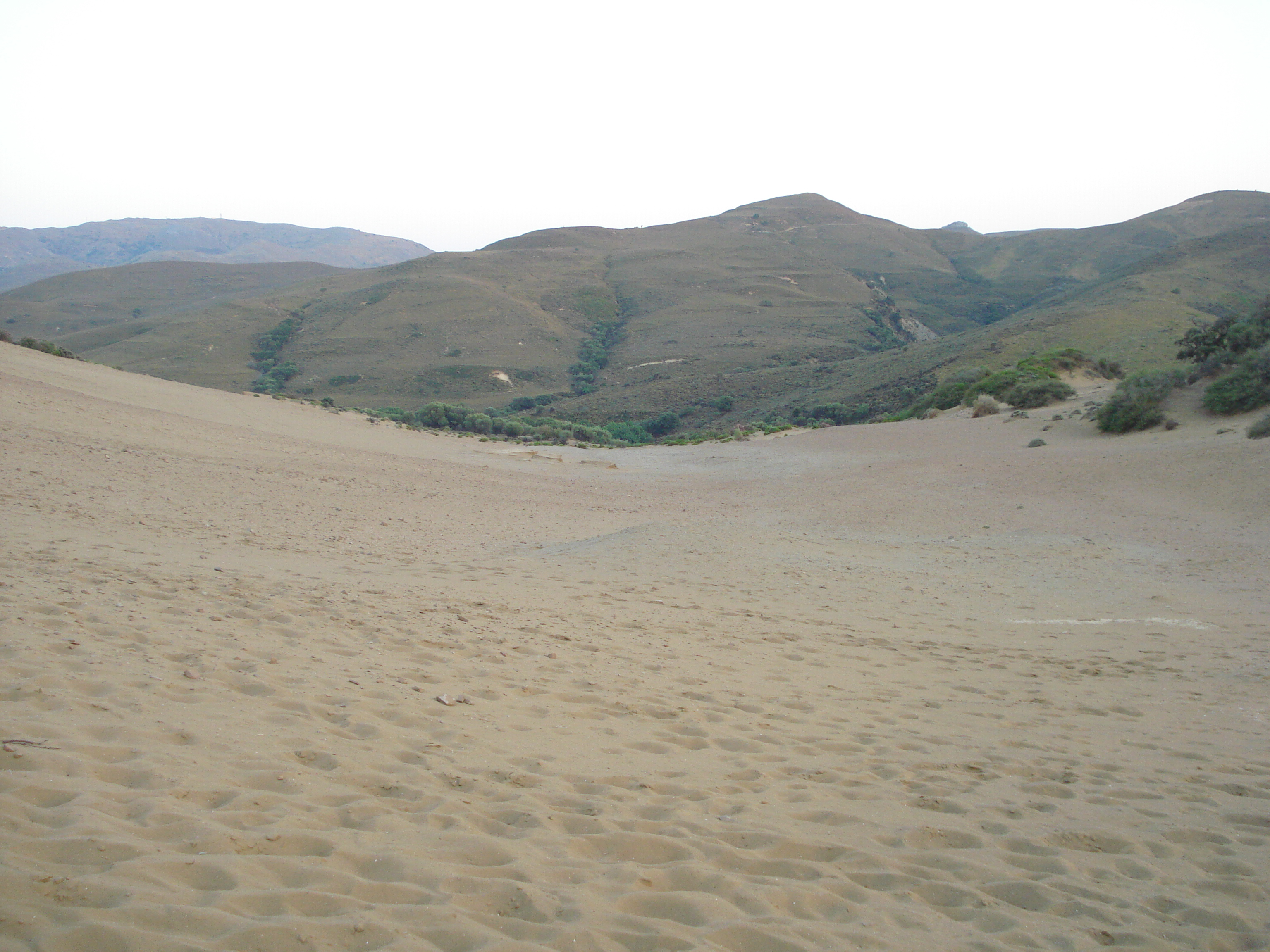
Désert de Lemnos en Grèce.

### Religions
Pays laïque, la France a cependant été essentiellement de religion catholique, bien que contrairement aux pays d’Europe du Sud, elle connut un fort développement du protestantisme entre le XVIe siècle et le XVIIe siècle. Le catholicisme reste cependant la tendance majeure parmi les différents courants du christianisme. Cela rapproche certes davantage la France de l'Espagne, du Portugal et de l'Italie que de l'Allemagne ou de la Grande-Bretagne, mais tout autant de l’Autriche, de l’Irlande ou de la Pologne.